# Рандолф (Канзас)
Рандолф (енгл. Randolph) град је у америчкој савезној држави Канзас.

## Демографија
По попису из 2010. године број становника је 163, што је 12 (-6,9%) становника мање него 2000. године.
| Група             | 2000.       | 2010.       |
| Белци             | 169 (96,6%) | 150 (92,0%) |
| Афроамериканци    | 0 (0,0%)    | 0 (0,0%)    |
| Азијати           | 0 (0,0%)    | 0 (0,0%)    |
| Хиспаноамериканци | 1 (0,6%)    | 8 (4,9%)    |
| Укупно            | 175         | 163         |